# Zementierverfahren
Das Zementierverfahren ist eine im Bergbau angewandte Technik, die dazu dient, wasserführende Hohlräume unter Zuhilfenahme von Zement zu verschließen. Das Zementierverfahren wird beim Abteufen von Schächten in wasserführenden Schichten verwendet. Das Verfahren wurde zum ersten Mal im Jahr 1900 beim Teufen des Pöhlauer Schachtes von dem Bergwerksdirektor A. Wiede angewendet.

## Grundlagen
Beim Abteufen von Schächten werden oftmals wasserführende Schichten durchörtert. In diesen Gebirgsschichten kommt es dann stets zu starken Wasserzuflüssen. Dabei tritt das Wasser aus dem Gebirge aus und strömt in den Schacht. Dies führt dazu, dass die Teufarbeiten stark beeinträchtigt werden und je nach Wassermenge zum Erliegen kommen. Für solche Gebirge wurden häufig Schachtbohrverfahren wie das Kind-Chaudron-Verfahren angewendet. Mit dem Zementierverfahren lassen sich auch Schächte an Standorten mit gebrächigem Gestein und rolligen Massen herstellen. Da durch das Verfahren das Gebirge auch verfestigt wird, nennt man das Verfahren auch Versteinigungsverfahren. Bei wasserführenden Schichten wird durch das Einpressen der Zementsuspension das wasserführende Gebirge mit zur Abdichtung genutzt. Durch die Zementsuspension wird die Strömungsgeschwindigkeit des Wassers reduziert. Dadurch lagert sich der Zement an den Gesteinsschichten ab und härtet allmählich aus. Durch den erstarrten Zement werden die wasserleitenden Hohlräume verschlossen, dadurch dringt nun kein Wasser mehr in den Schacht ein.

## Anwendung und erforderliche Geräte und Werkzeuge
Das Verfahren lässt sich entweder über Tage oder von der Schachtsohle aus anwenden. Wo das Verfahren eingesetzt wird, hängt davon ab, ob das obere Deckgebirge oder das tiefere Gebirge stark wasserführend ist. Sind die oberen Gebirgsschichten stark wasserführend wird das Gebirge über Tage verpresst. Ist das tiefere Gebirge stark wasserführend, so wird die Zementsuspension an den entsprechenden Stellen eingepresst. Für die Zementiereinrichtung werden als Geräte ein oder mehrere Zementmischer, Zementierpumpen und die Schachtzementleitung verwendet. Die Zementierpumpe dient zum Einpressen der Zementsuspension. Die Zementmischer und die Zementierungspumpen stehen in der Regel über Tage und werden nur in Ausnahmefällen auf der Schachtsohle stationiert. Bei genügender Schachtteufe kann auch auf die Pumpe verzichtet werden und der Zement durch die Schwerkraft verpresst werden. Zunächst werden in das Gebirge in Abständen mehrere Löcher gebohrt. Die Anzahl der Löcher variiert je nach Gebirge. Bei der Anwendung im oberen Deckgebirge werden bis zu sechs Löcher gebohrt. Bei der Anwendung in den unteren Gebirgsschichten hängt die Anzahl der Löcher von den örtlichen Gegebenheiten ab. In die Löcher werden Standrohre gesteckt. Die Schachtzementleitung wird mit den Standrohren verbunden. In die Löcher wird anschließend eine Zementsuspension gepresst. Hierfür wird sehr fein gemahlener Zement verwendet. Die aus Zement und Wasser gemischte Zementsuspension wird auch als Zementleim bezeichnet. Die Zusammensetzung und das Mischungsverhältnis von Wasser und Zement muss genau berechnet werden.

## Vorteile und Grenzen
Das Zementierverfahren hat insbesondere in festem, wasserführendem Gebirge Vorteile gegenüber anderen Verfahren wie z. B. dem Gefrierverfahren. Dies liegt insbesondere daran, dass das Gefrierverfahren nur für Teufen von bis zu 200 Metern geeignet ist. Außerdem müssen beim Zementierverfahren weniger Bohrlöcher erstellt werden. Weitere Vorteile hat das Zementierverfahren bei klüftigem Gebirge. Hier dringt der Zementleim gut in die Hohlräume ein und bildet nach dem Aushärten zusammen mit dem Gestein eine dichte und feste Materie. Nach dem Aushärten entsteht so eine dauerhafte Wasserabdichtung. Anders als beim Gefrierverfahren wird kein teurer wasserdichter Schachtausbau benötigt. Allerdings kann das Verfahren bei Spaltbreiten von 0,1 Millimeter und darunter nicht angewendet werden. Probleme gibt es auch bei der Anwendung des Verfahrens in lockerem Geröll, wie zum Beispiel Kies mit Korngrößen bis zu 63 Millimetern und in Sanden. Bei der Anwendung in den oberen Deckgebirgsschichten von über Tage her kommt es, aufgrund von unerkannten Hohlräumen wie Verkarstungen, zu einem hohen Zementverbrauch, der mehrere tausend Tonnen betragen kann.